# Trichogorgia capensis
Trichogorgia capensis är en korallart som först beskrevs av Sydney John Hickson 1905.  Trichogorgia capensis ingår i släktet Trichogorgia och familjen Chrysogorgiidae. Inga underarter finns listade i Catalogue of Life.